# Cantoira
Cantoira – miejscowość i gmina we Włoszech, w regionie Piemont, w prowincji Turyn.
Według danych na rok 2004 gminę zamieszkiwało 541 osób, 23,5 os./km².